# Lion van Minden
Lion van Minden (ur. 10 czerwca 1880 w Amsterdamie, zm. 6 września 1944 w Oświęcimiu) – szermierz reprezentujący Holandię, uczestnik letnich igrzysk olimpijskich w 1908 roku.

## Biografia
Urodził się w rodzinie holenderskich Żydów. W czasie kariery szermierczej reprezentował barwy klubu Koninklijke Officiers Schermbond w mieście Haga. Zginął w czasie II wojny światowej w obozie koncentracyjnym Auschwitz-Birkenau.